# Dingle Dome
Der Dingle Dome ist ein 431 m hoher, vereister und kuppelförmiger Berg im ostantarktischen Enderbyland. An der Kronprinz-Olav-Küste ragt er am nördlichen Ende der Sakellari-Halbinsel auf.
Entdeckt wurde er bei einem Überflug im Jahr 1956 bei den Australian National Antarctic Research Expeditions. Das Antarctic Names Committee of Australia (ANCA) benannte ihn nach William Robert John Dingle (1920–2016), Leiter der Davis-Station im Jahr 1957.